# Naga Huta
Naga Huta is een bestuurslaag in het regentschap Pematang Siantar van de provincie Noord-Sumatra, Indonesië. Naga Huta telt 2897 inwoners (volkstelling 2010).